# Historietas Assombradas (para Crianças Malcriadas)
Historietas Assombradas (para Crianças Malcriadas), ou simplesmente Historietas Assombradas, é uma série de animação brasileira baseada no curta-metragem de mesmo nome, criado por Victor-Hugo Borges. Co-produzida pela Glaz Entretenimento e Copa Studio, a série estreou no Cartoon Network, no dia 4 de março de 2013. Após a primeira temporada com 14 episódios de 11 minutos de duração, a Glaz planejou criar uma segunda temporada, porém com 26 episódios de 11 minutos. A segunda temporada estreou no dia 1 de junho de 2015.

## Sinopse
Pepe é um garoto malcriado e preguiçoso de onze anos, que mora com sua avó, uma velha bruxa, e trabalha como entregador para ela cujo trabalho é vender artefatos e poções mágicas pela internet. Os produtos criados por ela, levam Pepe, seu cão Ramirez, e seus amigos Marilu, Roberto, Guto e Gastón (gêmeos siameses) a enfrentarem monstros, espíritos e toda espécie de criatura sobrenatural.

## Personagens

### Principais
- Peperoni "Pepe" Von Kittenberg III (voz de Charles Emmanuel) - É o protagonista da série. Pepe é um menino de 11 anos de idade travesso e preguiçoso, porém amigável e ágil, de cabelos vermelhos e espetados, que está sempre armando confusões ou causando problemas. Pepe trabalha como entregador na empresa de poções de sua avó adotiva, apesar de constantemente usar os outros para fazer seu trabalho por ele. Esse trabalho geralmente o põe em contato direto com todos os monstros e seres místicos que aparecem na cidade.

- Ramona Bravaria de Lemornio "Vó" Peperonito (voz de Nádia Carvalho) - É a avó adotiva de Pepe. Ela é uma bruxa perversa e ranzinza de milhares de anos de idade, que também é a dona de uma empresa de poções mágicas, com qual utiliza seus gatos como funcionários, além de usar Pepe como seu entregador. Ela parece não se importar com o Pepe estar vivo ou não.

- Maria Lourdes "Marilu" da Silva (voz de Iara Riça) - É a melhor amiga de Pepe. Ela é uma menina de 10 anos doce, meiga e leal aos amigos, que faz parte de uma das famílias mais ricas de sua cidade. Tendo uma personalidade bipolar, Marilu geralmente é gentil, amigável e educada, sempre vendo o lado bom em tudo, e em certos momentos, sendo também agressiva e raivosa.

- Guterico "Guto" Flores e Gastón de la Fleur (vozes de Oberdan Júnior e Luiz Sérgio Vieira) - São irmãos gêmeos siameses com personalidades (e nacionalidades) distintas. Guto é supertranquilo e gosta de várias brincadeiras, enquanto Gastón, um intelectual francês, é meio nervoso e não gosta das burrices dos outros, principalmente as de Pepe.

- Beto "Roberto" Massa (vozes de Charles Emmanuel e Rodrigo Antas) - É um atleta de 14 anos e um dos amigos de Pepe. Roberto é um jovem adolescente de personalidade contraria a sua aparência, sendo amigável e ingênuo, além de ter uma cabeça minúscula localizada no topo de seu corpo incrivelmente alto e musculoso.

### Secundários
- Mário (vozes de Luiz Sérgio Vieira e Eduardo Drummond) - É o arqui-inimigo de Pepe, apesar de não considerar isso do mesmo. Sendo o garoto mais rico da cidade e um dos populares da escola, Mário possui uma personalidade bondosa, ativa e educada, tornando-o praticamente no oposto de Pepe.

- Ramirez - É o cachorro de estimação de Pepe. Ele é um husky siberiano que foi encontrado por Pepe quando ainda era filhote e que mora com ele e a Vó na mansão. Embora que odeie ser incomodado, Ramirez é um cão leal, procurando defender seu dono em qualquer situação. Ele é preto com uma pintura facial branca que lembra os integrantes da banda Kiss.

- Rita Lourdes "Ritinha" da Silva (voz de Miriam Ficher) - É uma amigável e bondosa menina órfã de rua que usa óculos e sempre veste roupas surradas e remendadas. Desconhecido para todas as pessoas, Ritinha é a irmã de Marilu que, por razões misteriosas, acabou vindo morar nas ruas.

- Gatos - São os vários gatos de estimação da Vó, que trabalham como funcionários em sua empresa de poções, além de também agirem como mordomos em certos momentos.

- Jack Hunter (vozes de Isaac Bardavid e Márcio Simões) - É um caçador de monstros que apresenta um programa de TV. Jack possui várias armas e ferramentas para caçar e prender todos tipos de criaturas, tendo um ódio enorme por todos os tipos de monstros.

- Bardo (voz de Victor-Hugo Borges) - É um menestrel que se veste a caráter e está sempre carregando e tocando um banjo, apesar de não ter nenhum talento nesse instrumento.

- Prefeito (voz de Clécio Souto) - É o prefeito da cidade, sendo que ele, na realidade, é uma marionete humana que é controlada pelo seu guarda-costas, que o acompanha a todos os lugares, além de estar sempre procurando agradar seus eleitores.

- Papai Noel (vozes de Isaac Bardavid e André Belizar) - É uma figura lendária que, em muitas culturas ocidentais, traz presentes aos lares de crianças bem-comportadas na noite da Véspera de Natal, o dia 24 de dezembro. Ele é um velho conhecido de Vó, além de respeitar bastante seus duendes e suas renas e usar bastante tecnologia.

- Pais do Pepe -

### Monstros
A série apresenta um monstro diferente em cada episódio e a lista a seguir detalha algumas das várias criaturas sobrenaturais vistas ao longo dela.
- Loira do Banheiro (voz Aline Ghezzi) - É o espírito de uma mulher que foi aprisiada no espelho do banheiro feminino. Ela engana as meninas pra transforma-las em bonecas para adiciona-las a sua coleção de bonecas. Ela era inimiga da Vó no colégio, e acabou ficando presa no espelho do banheiro por causa de uma de suas magicas. Seu nome científico é Flava Latrinum, que significa Loira do Banheiro em latim.

- Morte (vozes de Miriam Ficher) - É uma porteira interdimensional responsável por levar os mortos, e também é a irmã mais nova da Vó e tia-avó de Pepe. Diferente do que ela deveria ser, ela é uma motoqueira ruiva com um corpo jovem e sensual, além de ser disléxica e trocar as palavras que diz. Seu nome científico é Nox Matrona Moto Mortem, que em latim significa algo como Madame Morte de Moto da Noite.

- Cupido - É um ser místico que vive no Túnel do Amor. O Cupido atira suas flechas mágicas em todos os homens que passeiam no túnel com suas mulheres, deixando eles enlouquecidos de amor por elas. Seu nome científico é Eros Fartum Amabilis, que em latim significa Gordinho Amável.

- Homem-Anta - É um aluno maníaco da classe de Pepe que mais repetiu, porque sempre ficou na detenção. Ele é chamado de "Homem-Anta" porque usa uma máscara de anta para disfarçar seu rosto. O Homem-Anta tem raiva de todos os alunos que saem bem na foto, e todo o dia da foto ele sai da detenção para sujar a roupa de todos e estragar o visual. Seu nome científico é In Adversantem Ornatu, que em latim é algo como Oposição à Trajes.

- Diabo (voz de Isaac Bardavid) - É o chefe do Inferno e príncipe das trevas, que embora seja mau, tenta ser uma boa pessoa. Ele pode arranjar ou criar coisas para as pessoas em troca de suas almas. Seu nome científico é Diabulus in Negotium, que significa Diabo em Negócio em latim.

- Sérgio (voz de Clécio Souto) - É uma tartaruga mutante que antes era a tartaruga de estimação de Mário, mas que foi transformada num mutante por Pepe, com o intuito de torna-lo forte e maneiro, mas, para a infelicidade de Pepe, acabou se tornando um ser responsável e fresco. Seu nome científico é Turtur Bigodus Ridiculus, que em latim significa Tartaruga do Bigode Ridículo.

- Kumo Tatchi - É o espírito de uma massagista japonesa que queria ser cantora quando pequena, mas acabou sendo uma massagista devido a seu dom. Ela tem a capacidade de criar fantasmas minúsculos que fazem massagens extremamente relaxantes nas pessoas, deixando elas calmas e despreocupadas. O nome "Kumo Tatchi" significa "Toque das Nuvens" em japonês. Seu nome científico é Asiaticus Tangere Nubila, que significa Toque Asiático das Nuvens em latim.

- Greg (voz de José Leonardo) - É o fantasma de um adolescente que por um breve período de tempo, assombrou a casa de Marilu. Seu nome científico é Grungius Fantasmagoricus, que significa algo como Adolescente Fantasmagórico em latim.

- Bhutumu (voz de Victor-Hugo Borges) -  É um monstro colossal e apocalíptico, tão antigo quanto o próprio tempo, que é considerado o monstro dos monstros, sendo o mais forte de todos. Ele foi invocado por Pepe na história que Vó contou para ele, para aprender a sempre terminar o que começa. Seu nome científico é Bhutumu Vita Comedentis, que em latim significa algo como Bhutumu Devorador de Vidas.

- Bibi (voz de Guilherme Vieira) - Um mímico que imita Pepe e o fica seguindo o tempo todo. Quando era mais jovem, Bibi se tornou vítima de um feitiço que o transformou em mímico, forçando-o a imitar Pepe para sempre. Bibi é libertado de sua maldição após Pepe decidir imitá-lo, mas mesmo livre do feitiço, ele continua imitando
- Mistica do Mal
- Monstro do  Espelho
- Corpo  Seco
- Boi tata
- Jurupari

## Episódios
| Temporada | Temporada | Episódios | Exibição original     | Exibição original      |
| Temporada | Temporada | Episódios | Estreia de temporada  | Final de temporada     |
| --------- | --------- | --------- | --------------------- | ---------------------- |
|           | Piloto    | 1         | 13 de janeiro de 2010 | 13 de janeiro de 2010  |
|           | 1         | 14        | 4 de março de 2013    | 25 de dezembro de 2013 |
|           | 2         | 26        | 1 de junho de 2015    | 25 de abril de 2016    |
|           | Filme     | Filme     | 2 de novembro de 2017 | 2 de novembro de 2017  |

## Produção
O episódio piloto da série com 11 minutos de duração e que usou uma mistura de animação em stop-motion e 3D, foi produzido em função do I Programa de Fomento à Produção e Teledifusão de Séries de Animação Brasileiras (ANIMATV) e lançado em 2010, tendo sido selecionado para a mostra competitiva do Festival de cinema de animação de Annecy.
A série criada por Victor-Hugo Borges, produzida pela Glaz Entretenimento e animada no Copa Studio, é baseada no curta-metragem homônimo. Após a animação original ter ganho diversos prêmios, foi adaptada com incentivo da lei 12.485, cujo texto obriga canais por assinatura a exibir programas brasileiros através de cotas, e do Cartoon Network, após ser selecionada na chamada pública PRODAV (Programa de Apoio ao Desenvolvimento do Audiovisual Brasileiro) de janeiro de 2009 e financiada pelo Fundo Setorial do Audiovisual da Ancine. No entanto, o curta sofreu algumas alterações pois Victor-Hugo Borges estava "pensando em uma fórmula que funcionasse para a tevê." Dentre as mudanças que começaram a acontecer em 2011, a série ganhou um "ritmo mais ágil e humor mais 'histérico'" e que segundo o criador "traz humor e referências para agradar tanto o público infantil, como os adultos".
Victor-Hugo Borges disse que para "pode[r] mostrar o Brasil numa série de animação, temos que mostrar muita diversidade. Acho que atingimos essa diversidade; porém tudo parece pertencer ao mesmo 'mundo'". Ele também afirmou que apesar de "mostrar um monstro diferente em cada episódio", a série não usa uma narrativa de arco e que "Os telespectadores vão ver que existem elementos que vão agregando elementos a longo prazo, como alguns relacionamentos acontecem, e como um monstro influencia na história". Ciente do público alvo da série, Borges disse ter adicionado algumas 'colheres de açúcar'.

## Repercussão
Desde sua estreia, a série foi campeã de audiência entre o público de 4 a 11 anos, embora seu público alvo sejam crianças entre 8 e 12 anos. Em julho de 2013, o Ibope divulgou que a série foi o programa infantil mais assistido do Brasil no período entre março e junho de 2013. A repercussão levou a série a ser adquirida para exibição internacional pela distribuidora 9 Story Entertainment com o título de Haunted Tales for Wicked Kids. Em países hispânico-latinos, é exibida com o título de Cuentos Espantosos para Niños Caprichosos.